# Lehmävaaranlammi
Lehmävaaranlammi är en sjö i Haparanda kommun i Norrbotten och ingår i Sangisälvens huvudavrinningsområde.